# Галактика Спляча Красуня

Мессьє 64 (М64, інші позначення -NGC 4826,ZWG 130.1,UGC 8062, KARA 559, MCG 4-31-1, IRAS12542 +2157,PGC 44182, Галактика Спляча Красуня,  Галактика Чорне Око) — галактика у сузір'ї Волосся Вероніки.

## Відкриття
Відкривачем цього об'єкта є  Едвард Піготт, який вперше спостерігав за об'єктом 23 березня 1779.

## Цікаві характеристики
Особливістю цього об'єкта є його походження з двох злиплих галактик з різним напрямом обертання. Внаслідок цього газопиловий диск у внутрішній частині об'єкта обертається в протилежну сторону щодо обертання зірок і газу на його периферії.
Цей об'єкт входить у число перерахованих в оригінальній редакції нового загального каталогу.

## Спостереження

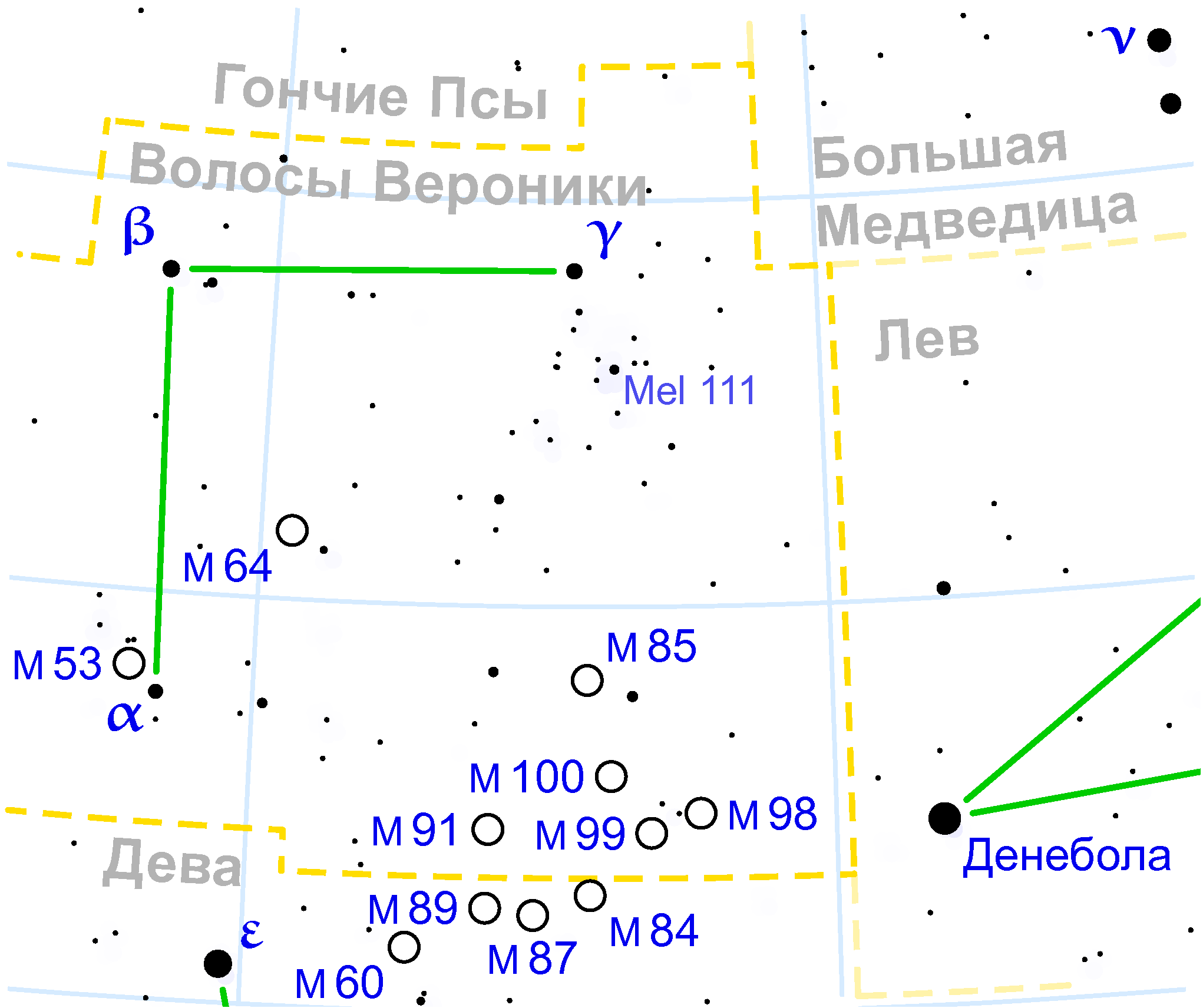
Галактика M64 у Волоссі Вероніки

М64 завдяки настільки чудовій особливості зовнішнього вигляду — популярний об'єкт для аматорських спостережень. Найкращий час для спостережень — з кінця зими і до початку літа. Місце розташування М64 знайти неважко: на уявній лінії α — γ Волосся Вероніки (ближче до α) в гарну ніч ледь помітна неяскрава зірочка 35 Com (5   m  ). «Чорне Око» слід шукати в градусі на північний схід-схід від неї. У оптичний шукач телескопа або бінокль галактика не кидається в очі.
У аматорський телескоп спочатку відзначається витягнута еліптична форма галактики і яскраве майже зіркоподібне ядро. Вночі (без штучної і природної засвічення) при апертурі телескопа від 200—300 мм при уважному розгляданні на північний схід від ядра добре видно освіту, що дало назву цьому об'єкту. Витягнутий темний провал яскравості окреслює ядро, надаючи зображенню галактики дуже експресивний вигляд. З боку цієї темної плями з галактикою сусідить яскрава (11   m  ) зірка переднього плану.

### Сусіди по небу з каталогу Мессьє
- M53 — (в 5 градусах на південний схід, у α Com) яскраве і концентроване кулясте скупчення;
- M85, M100, M88, M60, M59, M58, M89 і M90 — (на південний захід) скупчення галактик в Діві;
- M3 — (на північний схід, У Гончих Псах) яскраве кулясте скупчення

### Послідовність спостереження в «Марафоні Мессьє»
… М3 → М53 →М64 → М85 → М60 …

## Навігатори
| ◄ NGC 4822 \| NGC 4823 \| NGC 4824 \| NGC 4825 \| NGC 4826 \| NGC 4827 \| NGC 4828 \| NGC 4829 \| NGC 4830 ► |

Координати:  12г 56м 43.7с, +21° 40′ 58″